# Станін
Станін (англ. stannite; нім. Stannin m) — мінерал класу сульфідів, групи халькопіриту. Сульфід міді, заліза й олова координаційної будови. Руда олова. 
Назва — від лат. stannum — олово (F.S.Beudant, 1832). 
Синоніми: олов'яний колчедан, блиск олов'яно-мідний, каситеролаприт, станіт.

## Опис
Хімічна формула: Cu2FeSnS4.
Містить (%): Cu — 22-31 %; Fe — 1-14 %; Sn — 22-28 %.
Домішки: Zn (до 11 %), Jn (до 2 %), Ag (до 1 %), Cd (до 1,5 %), Sb (до 3 %) і Pb (до 2 %).
Особливі назви отримали різновиди з високим вмістом Zn (кестерит) і Іn (сакураїїт). Сингонія тетрагональна. Скаленоедричний вид. Форми виділення: псевдотетраедричні кристали, зливні тонкозернисті аґреґати. Зустрічається у вигляді щільних дрібнозернистих скупчень, прожилків, облямівок навколо зерен каситериту, мікроскопічних вкраплеників в інш. мінералах. Кристали рідкісні. Спайність недосконала по (110) і (001). Густина 4,3-4,5. Тв. 3-4. Колір сталево-сірий з зеленуватим відтінком, залізо-чорний. Блиск металічний. Риса чорна. Злом нерівний. Непрозорий. Крихкий. Немагнітний. Напівпровідник. Рідкісний. Супутні мінерали: каситерит, тетраедрит, ґаленіт, арсенопірит, сфалерит, халькопірит, пірит, бляклі руди. Гідротермальний мінерал оловорудних, вольфрамових, поліметалічних родовищ.

## Розповсюдження
Знахідки: Циновєц (Чехія), Корнуолл (Велика Британія), Аточа, Льяльягуа, Оруро, Потосі (Болівія), копальня Оонах (о. Тасманія, Австралія), Забайкалля, Якутія (РФ).

## Різновиди
Розрізняють:
- станін І (різновид станіну, гексастанін з більшим ніж звичайно вмістом міді. Хімічна формула: Cu3Fe2SnS4. Продукт розпаду сульфідів.),
- станін ІІ (1. Ізостанін — мінерал, одержаний в результаті нагрівання станіну; сингонія кубічна. 2. Кестерит.),
- станін III (анізотропний станін з ізотропними ділянками; за рентгенограмою близький до станіну І; знахідки: родов. Каргуайколло, Болівія),
- станін IV (близький до бляклих руд, ізотропний, знахідки: родов. Каргуайколло, Болівія).